# Marc Mezgolits
Marc Mezgolits (* 1990 in Wien) ist ein österreichischer Jazzmusiker (Bassgitarre, Komposition).

## Leben und Wirken
Mezgolits begann mit 14 Jahren als Autodidakt, Bassgitarre zu spielen. Mit 16 Jahren stand er zum ersten Mal im Aufnahmestudio. Ein Jahr später nahm er ersten Unterricht. 2020 begann er ein Bachelorstudium am Konservatorium Wien Privatuniversität bei Uli Langthaler. Dann absolvierte er bis 2016 sein Masterstudium am Jazzcampus Basel bei André Buser und Wolfgang Muthspiel mit Auszeichnung. Anschließend studierte er in Basel im Masterstudiengang Musikpädagogik.
Mezgolits gehörte 2012 zum European Jazz Orchestra, das das Album Live in Kiev mit Musik von Igor Stetsyuk aufnahm. Er spielte mit Andy Middleton, Hans Feigenwinter, Adrian Mears, Jonas Burgwinkel und Chris Wiesendanger. 2016 war er Gründungsmitglied des Quartetts Phraim um die Sängerin Nina Reiter, das beim Label QFTF die Alben /fɹeɪm/ (2018), Tides (2020) und Hysteria (2022) veröffentlichte. Er gründete sein eigenes Quartett mit den Bläsern Marc Roos und Sebastian von Keler und dem Pianisten Stephan Plecher, das bei QFTF das Album Mostly Love Songs (2019) vorlegte. Im Duo mit Domenic Landolf entstand das Album Bathyscaph (2019). 2024 erschien sein Soloalbum Unchanging bei Unit Records. Weiterhin wirkt er im Trio mit dem Pianisten Yves Theiler und dem Schlagzeuger Marton Juhasz. Er ist weiterhin auf Tonträgern von Sarah Chaksad (Songlines), Jan-Andrea Bard, Richard Kösters Coastline Paradox, Salome Moana, der Focusyear Band (Open Paths), Dominik Fuss und Dominik Hoyer zu hören.

## Preise und Auszeichnungen
Mezgolits gewann 2012 den Fidelio-Wettbewerb mit dem Quartett „Electric Echo – In & Out of Order“ (mit Martin Gasser, Angel Vassilev und Peter Primus Frosch). Er erhielt mit der Focusyear Band 2018/19 den ersten Preis des Keep an Eye Jazzaward.